# Camarenilla
Camarenilla è un comune spagnolo di 610 abitanti (2022) situato nella comunità autonoma di Castiglia-La Mancia.